# 煙廠駅
煙廠駅（えんしょうえき、簡体字中国語:烟厂站）は、中華人民共和国黒龍江省哈爾濱市南崗区にある駅。

## 利用可能な鉄道路線
- ハルビン地下鉄
  - ハルビン地下鉄1号線
  - ハルビン地下鉄4号線（計画中）

## 駅周辺
- 黒龍江煙草工業有限責任公司

## 歴史
- 2013年9月26日 開業[1]。